# Champions Trophy masculin 2012
Navigation
2011 2014
Le Champions Trophy masculin 2012 était la 34e édition du tournoi de hockey sur gazon masculin du Champions Trophy. Le tournoi s'est déroulé du 1er au 9 décembre 2012 à Melbourne en Australie.
L'Australie a remporté le tournoi pour la treizième fois après avoir battu les Pays-Bas 2-1 en finale, prolongeant leur séquence de victoires consécutives à cinq titres consécutifs.

## Équipes qualifiées
Même si l'Espagne a été automatiquement qualifié de finaliste de l'édition précédente, ils se sont retirés de la participation pour des raisons financières. En plus des trois équipes désignées par le comité exécutif de la FIH pour concourir, les huit équipes suivantes ont participé à ce tournoi.
- Australie (2) (Pays hôte et tenant du titre)
- Allemagne (1) (Cinquième en 2011)
- Pays-Bas (3) (Troisième en 2011)
- Angleterre (4) (Nommé par le comité exécutif de la FIH)[3]
- Nouvelle-Zélande (6) (Quatrième en 2011)
- Belgique (8) (Vainqueur du Champions Challenge I 2011)
- Pakistan (9) (Nommé par le comité exécutif de la FIH)[4]
- Inde (11) (Nommé par le comité exécutif de la FIH)[4]

## Arbitres
Voici les 10 arbitres nommés par la Fédération internationale de hockey:
| - David Gentles - Andrew Kennedy - Francisco Vázquez | - Simon Taylor - Haider Rasool - Diego Barbas | - Raghu Prasad - Deon Nel | - Martin Madden - Richmond Attipoe |

## Résultats
Toutes les heures sont exprimées en Australian Eastern Standard Time (UTC+11)

### Premier tour

#### Poule A
| Rang | Équipe           | J | V | N | P | BP | BC | Diff | Pts |
| ---- | ---------------- | - | - | - | - | -- | -- | ---- | --- |
| 1    | Inde             | 3 | 2 | 0 | 1 | 9  | 6  | +3   | 6   |
| 2    | Allemagne        | 3 | 2 | 0 | 1 | 7  | 8  | -1   | 6   |
| 3    | Angleterre       | 3 | 1 | 1 | 1 | 6  | 5  | +1   | 4   |
| 4    | Nouvelle-Zélande | 3 | 0 | 1 | 2 | 5  | 8  | -3   | 1   |

Source: FIH
En cas d'égalité de points de plusieurs équipes à l'issue des matchs de poule, les critères suivants sont appliqués dans l'ordre indiqué pour établir leur classement.
1. Points,
2. Différence de buts,
3. Buts marqués,
4. Face à face.

1re journée
| Match 2                 | Allemagne                        | 3 - 2   | Nouvelle-Zélande            |                                                                       |                                                                       |
| 1er décembre 2012 12h30 | Matania 2e · Rühr 21e · Korn 26e | (3 - 0) | 56e L'Huillier · 66e Wilson | Arbitrage : David Gentles Haider Rasool Arbitre vidéo : Martin Madden | Arbitrage : David Gentles Haider Rasool Arbitre vidéo : Martin Madden |
| 1er décembre 2012 12h30 | Matania 16e · Miltkau 60e        | Rapport | 21e Russell · 49e Hopping   | Arbitrage : David Gentles Haider Rasool Arbitre vidéo : Martin Madden | Arbitrage : David Gentles Haider Rasool Arbitre vidéo : Martin Madden |

| Match 4 | Angleterre    | 1 - 3   | Inde                                    |                                                                     |                                                                     |
| 16h30   | R. Smith 15e  | (1 - 1) | 22e Danish · 38e Yuvraj · 66e Gurwinder | Arbitrage : Martin Madden Richmond Attipoe Arbitre vidéo : Deon Nel | Arbitrage : Martin Madden Richmond Attipoe Arbitre vidéo : Deon Nel |
| 16h30   | Gleghorne 20e | Rapport | 34e Nithin · 52e Uthappa                | Arbitrage : Martin Madden Richmond Attipoe Arbitre vidéo : Deon Nel | Arbitrage : Martin Madden Richmond Attipoe Arbitre vidéo : Deon Nel |

2e journée
| Match 6               | Allemagne                                           | 1 - 3   | Angleterre                                               |                                                                       |                                                                       |
| 2 décembre 2012 14h30 | 14e                                                 | (1 - 4) | 6e Dixon · 10e Martin · 33e · 61e Cheesman               | Arbitrage : David Gentles Haider Rasool Arbitre vidéo : Martin Madden | Arbitrage : David Gentles Haider Rasool Arbitre vidéo : Martin Madden |
| 2 décembre 2012 14h30 | Swiatek 5e · Rühr 13e · Grell 49e, 56e · Deecke 59e | Rapport | 14e Shingles · 35e Middleton · 58e Gleghorne · 69e Dixon | Arbitrage : David Gentles Haider Rasool Arbitre vidéo : Martin Madden | Arbitrage : David Gentles Haider Rasool Arbitre vidéo : Martin Madden |

| Match 8 | Nouvelle-Zélande | 2 - 4   | Inde                                              |                                                                 |                                                                 |
| 18h30   | 4e · Wilson 38e  | (1 - 3) | 10e · 14e Gurwinder · 25e Raghunath · 65e Mujtaba | Arbitrage : Diego Barbas Deon Nel Arbitre vidéo : David Gentles | Arbitrage : Diego Barbas Deon Nel Arbitre vidéo : David Gentles |
| 18h30   |                  | Rapport | 68e Raghunath                                     | Arbitrage : Diego Barbas Deon Nel Arbitre vidéo : David Gentles | Arbitrage : Diego Barbas Deon Nel Arbitre vidéo : David Gentles |

3e journée
| Match 9               | Angleterre                                 | 1 - 1   | Nouvelle-Zélande           |                                                                       |                                                                       |
| 4 décembre 2012 13h30 | Gleghorne 11e                              | (1 - 0) | 63e Burrows                | Arbitrage : Haider Rasool Martin Madden Arbitre vidéo : David Gentles | Arbitrage : Haider Rasool Martin Madden Arbitre vidéo : David Gentles |
| 4 décembre 2012 13h30 | Willars 48e · R. Smith 62e · Middleton 67e | Rapport | 51e Child · 55e L'Huillier | Arbitrage : Haider Rasool Martin Madden Arbitre vidéo : David Gentles | Arbitrage : Haider Rasool Martin Madden Arbitre vidéo : David Gentles |

| Match 11 | Allemagne                   | 3 - 2   | Inde                                                    |                                                                     |                                                                     |
| 17h30    | Korn 13e · Matania 56e, 58e | (1 - 1) | 5e Gurwinder · 40e Nithin                               | Arbitrage : Francisco Vázquez Diego Barbas Arbitre vidéo : Deon Nel | Arbitrage : Francisco Vázquez Diego Barbas Arbitre vidéo : Deon Nel |
| 17h30    | Grambusch 36e               | Rapport | 10e Nithin · 41e Gurmail · 44e Manpreet · 46e Raghunath | Arbitrage : Francisco Vázquez Diego Barbas Arbitre vidéo : Deon Nel | Arbitrage : Francisco Vázquez Diego Barbas Arbitre vidéo : Deon Nel |

#### Poule B
| Rang | Équipe    | J | V | N | P | BP | BC | Diff | Pts |
| ---- | --------- | - | - | - | - | -- | -- | ---- | --- |
| 1    | Pays-Bas  | 3 | 2 | 1 | 0 | 8  | 5  | +3   | 7   |
| 2    | Australie | 3 | 2 | 1 | 0 | 5  | 2  | +3   | 7   |
| 3    | Pakistan  | 3 | 1 | 0 | 2 | 3  | 4  | -1   | 3   |
| 4    | Belgique  | 3 | 0 | 0 | 3 | 6  | 11 | -5   | 0   |

Source: FIH
En cas d'égalité de points de plusieurs équipes à l'issue des matchs de poule, les critères suivants sont appliqués dans l'ordre indiqué pour établir leur classement.
1. Points,
2. Différence de buts,
3. Buts marqués,
4. Face à face.

1re journée
| Match 1                 | Pays-Bas                           | 3 - 2   | Pakistan  |                                                                      |                                                                      |
| 1er décembre 2012 10h30 | De Wijn 31e, 45e · Hertzberger 56e | (1 - 1) | 17e Waqas | Arbitrage : Andrew Kennedy Diego Barbas Arbitre vidéo : Simon Taylor | Arbitrage : Andrew Kennedy Diego Barbas Arbitre vidéo : Simon Taylor |
| 1er décembre 2012 10h30 | Jolie 29e                          | Rapport | 47e Umar  | Arbitrage : Andrew Kennedy Diego Barbas Arbitre vidéo : Simon Taylor | Arbitrage : Andrew Kennedy Diego Barbas Arbitre vidéo : Simon Taylor |

| Match 3 | Australie                                          | 4 - 2   | Belgique         |                                                                |                                                                |
| 14h30   | Simpson 4e · Whetton 29e · Ford 37e · Ciriello 62e | (2 - 0) | 38e, 40e Dockier | Arbitrage : Raghu Prasad Deon Nel Arbitre vidéo : Simon Taylor | Arbitrage : Raghu Prasad Deon Nel Arbitre vidéo : Simon Taylor |
| 14h30   | Rapport                                            |         |                  | Arbitrage : Raghu Prasad Deon Nel Arbitre vidéo : Simon Taylor | Arbitrage : Raghu Prasad Deon Nel Arbitre vidéo : Simon Taylor |

2e journée
| Match 5               | Belgique                                   | 0 - 2   | Pakistan                |                                                                               |                                                                               |
| 2 décembre 2012 12h30 |                                            | (0 - 0) | 56e Abdul · 69e Shafqat | Arbitrage : Andrew Kennedy Richmond Attipoe Arbitre vidéo : Francisco Vázquez | Arbitrage : Andrew Kennedy Richmond Attipoe Arbitre vidéo : Francisco Vázquez |
| 2 décembre 2012 12h30 | Dockier 26e · Reckinger 32e · Charlier 51e | Rapport | 10e Umar · 40e Ateeq    | Arbitrage : Andrew Kennedy Richmond Attipoe Arbitre vidéo : Francisco Vázquez | Arbitrage : Andrew Kennedy Richmond Attipoe Arbitre vidéo : Francisco Vázquez |

| Match 7 | Australie                | 0 - 0   | Pays-Bas                                       |                                                                           |                                                                           |
| 16h30   |                          | (0 - 0) |                                                | Arbitrage : Francisco Vázquez Simon Taylor Arbitre vidéo : Andrew Kennedy | Arbitrage : Francisco Vázquez Simon Taylor Arbitre vidéo : Andrew Kennedy |
| 16h30   | Ciriello 48e · Dwyer 54e | Rapport | 23e, 32e Vermeulen · 35e Hofman · 70e De Voogd | Arbitrage : Francisco Vázquez Simon Taylor Arbitre vidéo : Andrew Kennedy | Arbitrage : Francisco Vázquez Simon Taylor Arbitre vidéo : Andrew Kennedy |

3e journée
| Match 10              | Pays-Bas                                                                   | 5 - 4   | Belgique                                      |                                                                      |                                                                      |
| 4 décembre 2012 15h30 | Hertzberger 25e · Caspers 29e · Jenniskens 35e · Kemperman 41e · Verga 69e | (3 - 0) | 36e, 39e Boon · 42e Hendrickx · 70e Reckinger | Arbitrage : Andrew Kennedy Raghu Prasad Arbitre vidéo : Simon Taylor | Arbitrage : Andrew Kennedy Raghu Prasad Arbitre vidéo : Simon Taylor |
| 4 décembre 2012 15h30 | Van der Linden 45e                                                         | Rapport | 51e Denayer                                   | Arbitrage : Andrew Kennedy Raghu Prasad Arbitre vidéo : Simon Taylor | Arbitrage : Andrew Kennedy Raghu Prasad Arbitre vidéo : Simon Taylor |

| Match 12 | Australie  | 1 - 0   | Pakistan    |                                                                          |                                                                          |
| 19h30    | Govers 51e | (0 - 0) |             | Arbitrage : Simon Taylor Richmond Attipoe Arbitre vidéo : Andrew Kennedy | Arbitrage : Simon Taylor Richmond Attipoe Arbitre vidéo : Andrew Kennedy |
| 19h30    |            | Rapport | 50e Shafqat | Arbitrage : Simon Taylor Richmond Attipoe Arbitre vidéo : Andrew Kennedy | Arbitrage : Simon Taylor Richmond Attipoe Arbitre vidéo : Andrew Kennedy |

### Phase finale
|  | Quarts de finale | Quarts de finale |                  |          | Demi-finales           | Demi-finales |  |  | Finale | Finale |
|  | Quarts de finale | Quarts de finale |                  |          | Demi-finales           | Demi-finales |  |  | Finale | Finale |
|  |                  |                  |                  |          |                        |              |  |  |        |        |
|  |                  |                  |                  |          |                        |              |  |  |        |        |
|  |                  |                  |                  |          |                        |              |  |  |        |        |
|  | Australie        | 2                |                  |          |                        |              |  |  |        |        |
|  | Australie        | 2                |                  |          |                        |              |  |  |        |        |
|  | Angleterre       | 0                |                  |          |                        |              |  |  |        |        |
|  | Angleterre       | 0                | Australie        | 3        |                        |              |  |  |        |        |
|  |                  |                  | Australie        | 3        |                        |              |  |  |        |        |
|  |                  | Inde             | 0                |          |                        |              |  |  |        |        |
|  | Belgique         | Inde             | 0                | 0        |                        |              |  |  |        |        |
|  | Belgique         |                  |                  | 0        |                        |              |  |  |        |        |
|  | Inde             | 1                |                  |          |                        |              |  |  |        |        |
|  | Inde             | 1                | Australie (a.p.) | 2        |                        |              |  |  |        |        |
|  |                  |                  | Australie (a.p.) | 2        |                        |              |  |  |        |        |
|  |                  | Pays-Bas         | 1                |          |                        |              |  |  |        |        |
|  | Allemagne        | Pays-Bas         | 1                | 1        |                        |              |  |  |        |        |
|  | Allemagne        |                  |                  | 1        |                        |              |  |  |        |        |
|  | Pakistan         | 2                |                  |          |                        |              |  |  |        |        |
|  | Pakistan         | 2                | Pays-Bas         | 5        |                        |              |  |  |        |        |
|  |                  |                  | Pays-Bas         | 5        | Match pour la 3e place |              |  |  |        |        |
|  |                  | Pakistan         | 2                |          |                        |              |  |  |        |        |
|  | Pays-Bas         | Pakistan         | 2                | 2        |                        |              |  |  |        |        |
|  | Pays-Bas         |                  |                  | 2        |                        |              |  |  |        |        |
|  | Nouvelle-Zélande | 0                |                  | Pakistan | 3                      |              |  |  |        |        |
|  | Nouvelle-Zélande | 0                |                  | Pakistan | 3                      |              |  |  |        |        |
|  |                  |                  |                  |          |                        |              |  |  | Inde   | 2      |
|  |                  |                  |                  |          |                        |              |  |  | Inde   | 2      |

|  | Demi-finales            | Demi-finales    |           |   | 5e place | 5e place |
|  | Demi-finales            | Demi-finales    |           |   | 5e place | 5e place |
|  |                         |                 |           |   |          |          |
|  |                         |                 |           |   |          |          |
|  |                         |                 |           |   |          |          |
|  | Allemagne               | 6               |           |   |          |          |
|  | Allemagne               | 6               |           |   |          |          |
|  | Nouvelle-Zélande        | 4               |           |   |          |          |
|  | Nouvelle-Zélande        | 4               | Allemagne | 4 |          |          |
|  |                         |                 | Allemagne | 4 |          |          |
|  |                         | Belgique (a.p.) | 5         |   |          |          |
|  | Angleterre              | Belgique (a.p.) | 5         | 0 |          |          |
|  | Angleterre              |                 |           | 0 |          |          |
|  | Belgique                | 4               |           |   |          |          |
|  | Belgique                | 4               | 7e place  |   |          |          |
|  |                         |                 |           |   |          |          |
|  |                         |                 |           |   |          |          |
|  |                         |                 |           |   |          |          |
|  | Angleterre              | 2               |           |   |          |          |
|  | Angleterre              | 2               |           |   |          |          |
|  | Nouvelle-Zélande (a.p.) | 3               |           |   |          |          |
|  | Nouvelle-Zélande (a.p.) | 3               |           |   |          |          |

#### Quarts de finale
| Match 15              | Allemagne                 | 1 - 2   | Pakistan                                  |                                                                     |                                                                     |
| 6 décembre 2012 12h30 | Fürste 9e                 | (1 - 0) | 39e, 50e Shakeel                          | Arbitrage : Francisco Vázquez Diego Barbas Arbitre vidéo : Deon Nel | Arbitrage : Francisco Vázquez Diego Barbas Arbitre vidéo : Deon Nel |
| 6 décembre 2012 12h30 | Schmidt 22e · Swiatek 53e | Rapport | 26e Farred · 42e, 69e Shakeel · 69e Waqas | Arbitrage : Francisco Vázquez Diego Barbas Arbitre vidéo : Deon Nel | Arbitrage : Francisco Vázquez Diego Barbas Arbitre vidéo : Deon Nel |

| Match 16 | Pays-Bas                     | 2 - 0   | Nouvelle-Zélande |                                                                        |                                                                        |
| 15h00    | Hertzberger 13e · Bakker 45e | (1 - 0) |                  | Arbitrage : Haider Rasool Martin Madden Arbitre vidéo : Andrew Kennedy | Arbitrage : Haider Rasool Martin Madden Arbitre vidéo : Andrew Kennedy |
| 15h00    | Rapport                      |         |                  | Arbitrage : Haider Rasool Martin Madden Arbitre vidéo : Andrew Kennedy | Arbitrage : Haider Rasool Martin Madden Arbitre vidéo : Andrew Kennedy |

| Match 13 | Belgique   | 0 - 1   | Inde                       |                                                                   |                                                                   |
| 17h30    |            | (0 - 1) | 13e Nithin                 | Arbitrage : David Gentles Deon Nel Arbitre vidéo : Andrew Kennedy | Arbitrage : David Gentles Deon Nel Arbitre vidéo : Andrew Kennedy |
| 17h30    | Briels 25e | Rapport | 63e Gurwinder · 64e Sardar | Arbitrage : David Gentles Deon Nel Arbitre vidéo : Andrew Kennedy | Arbitrage : David Gentles Deon Nel Arbitre vidéo : Andrew Kennedy |

| Match 14 | Australie                | 2 - 0   | Angleterre |                                                                     |                                                                     |
| 20h00    | Dwyer 16e · Ciriello 53e | (1 - 0) |            | Arbitrage : Simon Taylor Raghu Prasad Arbitre vidéo : Martin Madden | Arbitrage : Simon Taylor Raghu Prasad Arbitre vidéo : Martin Madden |
| 20h00    | White 26e · Govers 55e   | Rapport | 11e Fox    | Arbitrage : Simon Taylor Raghu Prasad Arbitre vidéo : Martin Madden | Arbitrage : Simon Taylor Raghu Prasad Arbitre vidéo : Martin Madden |

#### Demi-finales pour la cinquième place
| Match 17              | Angleterre                                          | 0 - 4   | Belgique                                       |                                                                     |                                                                     |
| 8 décembre 2012 08h30 |                                                     | (0 - 1) | 27e, 60e Truyens · 57e Charlier · 70e Luypaert | Arbitrage : Diego Barbas Raghu Prasad Arbitre vidéo : David Gentles | Arbitrage : Diego Barbas Raghu Prasad Arbitre vidéo : David Gentles |
| 8 décembre 2012 08h30 | Catlin 31e · Egerton 43e · R. Smith 61e · Hoare 68e | Rapport | 62e Reckinger                                  | Arbitrage : Diego Barbas Raghu Prasad Arbitre vidéo : David Gentles | Arbitrage : Diego Barbas Raghu Prasad Arbitre vidéo : David Gentles |

| Match 18 | Allemagne                                                      | 6 - 4   | Nouvelle-Zélande                                 |                                                                     |                                                                     |
| 11h00    | Miltkau 40e, 60e · Grambusch 43e · Matania 52e · Rühr 61e, 68e | (0 - 2) | 7e Burrows · 20e Wilson · 51e Jenness · 64e Haig | Arbitrage : Deon Nel Richmond Attipoe Arbitre vidéo : Martin Madden | Arbitrage : Deon Nel Richmond Attipoe Arbitre vidéo : Martin Madden |
| 11h00    | Polk 62e                                                       | Rapport | 23e McAleese                                     | Arbitrage : Deon Nel Richmond Attipoe Arbitre vidéo : Martin Madden | Arbitrage : Deon Nel Richmond Attipoe Arbitre vidéo : Martin Madden |

#### Demi-finales pour la première place
| Match 20              | Pays-Bas                                                 | 5 - 2   | Pakistan          |                                                                          |                                                                          |
| 8 décembre 2012 13h30 | Bakker 2e, 32e · Van Ass 20e · Verga 46e · Kemperman 61e | (3 - 1) | 23e · 70e Shakeel | Arbitrage : David Gentles Francisco Vázquez Arbitre vidéo : Simon Taylor | Arbitrage : David Gentles Francisco Vázquez Arbitre vidéo : Simon Taylor |
| 8 décembre 2012 13h30 | Rapport                                                  |         |                   | Arbitrage : David Gentles Francisco Vázquez Arbitre vidéo : Simon Taylor | Arbitrage : David Gentles Francisco Vázquez Arbitre vidéo : Simon Taylor |

| Match 19 | Australie                  | 3 - 0   | Inde       |                                                                       |                                                                       |
| 16h00    | Dwyer 6e, 18e · Govers 44e | (2 - 0) |            | Arbitrage : Andrew Kennedy Martin Madden Arbitre vidéo : Simon Taylor | Arbitrage : Andrew Kennedy Martin Madden Arbitre vidéo : Simon Taylor |
| 16h00    | Carroll 69e                | Rapport | 51e Yuvraj | Arbitrage : Andrew Kennedy Martin Madden Arbitre vidéo : Simon Taylor | Arbitrage : Andrew Kennedy Martin Madden Arbitre vidéo : Simon Taylor |

#### Septième et huitième place
| Match 21              | Angleterre                   | 2 - 3 (a.p.)   | Nouvelle-Zélande              |                                                                 |                                                                 |
| 9 décembre 2012 08h30 | Cheesman 32e · Middleton 56e | (1 - 1, 2 - 2) | 19e Jenness · 61e, 77e Wilson | Arbitrage : Raghu Prasad Deon Nel Arbitre vidéo : David Gentles | Arbitrage : Raghu Prasad Deon Nel Arbitre vidéo : David Gentles |
| 9 décembre 2012 08h30 | Catlin 76e                   | Rapport        | 70e Child                     | Arbitrage : Raghu Prasad Deon Nel Arbitre vidéo : David Gentles | Arbitrage : Raghu Prasad Deon Nel Arbitre vidéo : David Gentles |

#### Cinquième et sixième place
| Match 22              | Allemagne                                         | 4 - 5 (a.p.)   | Belgique                                                    |                                                                        |                                                                        |
| 9 décembre 2012 11h00 | Schmidt 45e · Fürk 54e · Grambusch 60e · Polk 66e | (0 - 2, 4 - 4) | 10e Boon · 29e Dohmen · 37e, 74e Dockier · 68e De Saedeleer | Arbitrage : Andrew Kennedy Haider Rasool Arbitre vidéo : Martin Madden | Arbitrage : Andrew Kennedy Haider Rasool Arbitre vidéo : Martin Madden |
| 9 décembre 2012 11h00 | Swiatek 22e · Woesch 67e · Rühr 67e               | Rapport        | 23e Dohmen · 39e Dockier · 54e Van Strydonck                | Arbitrage : Andrew Kennedy Haider Rasool Arbitre vidéo : Martin Madden | Arbitrage : Andrew Kennedy Haider Rasool Arbitre vidéo : Martin Madden |

#### Troisième et quatrième place
| Match 23              | Pakistan                             | 3 - 2   | Inde                        |                                                                     |                                                                     |
| 9 décembre 2012 13h30 | Rizwan 21e · Shafqat 41e · Ateeq 67e | (1 - 1) | 7e Raghunath · 70e Rupinder | Arbitrage : David Gentles Diego Barbas Arbitre vidéo : Simon Taylor | Arbitrage : David Gentles Diego Barbas Arbitre vidéo : Simon Taylor |
| 9 décembre 2012 13h30 | Ateeq 13e · Shakeel 23e              | Rapport | 68e Nithin                  | Arbitrage : David Gentles Diego Barbas Arbitre vidéo : Simon Taylor | Arbitrage : David Gentles Diego Barbas Arbitre vidéo : Simon Taylor |

#### Finale
| Match 23              | Australie             | (a.p.) 2 - 1   | Pays-Bas    |                                                                          |                                                                          |
| 9 décembre 2012 16h00 | Ford 31e · Govers 75e | (1 - 1, 1 - 1) | 18e Baart   | Arbitrage : Francisco Vázquez Martin Madden Arbitre vidéo : Simon Taylor | Arbitrage : Francisco Vázquez Martin Madden Arbitre vidéo : Simon Taylor |
| 9 décembre 2012 16h00 | Carroll 17e           | Rapport        | 69e De Wijn | Arbitrage : Francisco Vázquez Martin Madden Arbitre vidéo : Simon Taylor | Arbitrage : Francisco Vázquez Martin Madden Arbitre vidéo : Simon Taylor |

## Classement final
| Rang               | Équipe           | J | V | N | P | BP | BC | Diff | Pts | Résultat final     |
| ------------------ | ---------------- | - | - | - | - | -- | -- | ---- | --- | ------------------ |
| Médaille d'or      | Australie        | 6 | 5 | 1 | 0 | 12 | 3  | +9   | 16  | Médaille d'or      |
| Médaille d'argent  | Pays-Bas         | 6 | 4 | 1 | 1 | 16 | 9  | +7   | 13  | Médaille d'argent  |
| Médaille de bronze | Pakistan         | 6 | 3 | 0 | 3 | 10 | 12 | -2   | 9   | Médaille de bronze |
| 4                  | Inde             | 6 | 3 | 0 | 3 | 12 | 12 | 0    | 9   | Quatrième place    |
| 5                  | Belgique         | 6 | 2 | 0 | 4 | 15 | 16 | -1   | 6   | Quarts de finale   |
| 6                  | Allemagne        | 6 | 3 | 0 | 3 | 18 | 19 | -1   | 9   | Quarts de finale   |
| 7                  | Nouvelle-Zélande | 6 | 1 | 1 | 4 | 12 | 18 | -6   | 4   | Quarts de finale   |
| 8                  | Angleterre       | 6 | 1 | 1 | 4 | 8  | 14 | -6   | 4   | Quarts de finale   |